# Katharina Döbler
Katharina Döbler (* 1957 in Gunzenhausen/Mittelfranken) ist eine deutsche Autorin und Journalistin. 

## Leben
Als Kind einer Missionars- und Pfarrersfamilie wuchs sie zunächst in einem fränkischen Dorf und dann in München auf. Sie studierte Theaterwissenschaften, Pädagogik und Lateinamerikanistik in München und Berlin, und experimentierte als Kabarettistin und Punksängerin. Sie arbeitete als Journalistin für den ersten freien Radiosender Berlins, Radio100, im Anschluss für den öffentlich-rechtlichen Rundfunk, und Printmedien wie Die Zeit, NZZ und FAZ, vorwiegend als Literaturkritikerin. Seit 2001 ist sie Mitarbeiterin der deutschen Ausgabe der internationalen Monatszeitung Le Monde diplomatique. Döbler lebt in Berlin. 

## Veröffentlichungen (Auswahl)

### Herausgeberschaften
- Südamerika. Zehn Staaten werden selbstbewusster. Edition Le Monde diplomatique, N° 9, Berlin 2011
- Auf den Ruinen der Imperien. Geschichte und Gegenwart des Kolonialismus, edition Le Monde diplomatique Nr. 18, Berlin 2016
- Mittelamerika. Die ewige Beute. Edition Le Monde diplomatique, N° 19, Berlin 2016

### Belletristik
- Die Stille nach dem Gesang, Roman, Galiani, Berlin 2010, ISBN 978-3-86971-021-1[2]
- Dein ist das Reich, Roman, Claasen, Berlin 2021, ISBN 978-3-546-10009-0[3][4]

### Hörspiele
- 1993: Das Flappen – Regie: Ferdinand Ludwig (Original-Hörspiel, Kurzhörspiel – HR)
- 1994: Stichwort Kulturbetrieb: Krantz sagt nichts mehr – Realisation: Katharina Döbler (Originalhörspiel, Originaltonhörspiel – HR/WDR)
- 1999: Jane Bowles: Schneeziegenmanöver (Bearbeitung (Wort)) – Regie: Christiane Klenz (Hörspielbearbeitung – BR)[5].
- 2017: Zusammen mit Annette Schäfer: Das ganze Chaos live (Hörspiel – DS Kultur)[6].

### Theaterstücke
- Schneeziegenmanöver, (Bühnenfassung) Uraufführung Wien 2000

### Stipendien
- Stipendium des Deutschen Literaturfonds 2004 für Die Stille nach dem Gesang
- Aufenthaltsstipendium im Künstlerhaus Lukas 2016 für Dein ist das Reich
- Grenzgängerstipendium der Robert-Bosch-Stiftung 2019 für Dein ist das Reich, Website dazu